# Mi
|  | Per a altres significats, vegeu «Mi (desambiguació)». |

La mi, també anomenada mu, és la dotzena lletra de l'alfabet grec. S'escriu Μ en majúscula i μ en minúscula. Té un valor numèric de 40. El símbol ve d'un signe fenici per designar el mar.
La lletra mi s'utilitza en els següents contextos:
- Unitats de mesura
  - El prefix micro, caràcter micro o símbol micro en el Sistema Internacional d'Unitats, que representa una milionèssima, o 10-6 part d'una altra unitat.
  - El micró, una antiga unitat corresponent al micròmetre (μm).

- Física
  - En dinàmica, el coeficient de fregament
  - En electromagnetisme, la permeabilitat magnètica.
  - En mecànica de fluids, la viscositat dinàmica.
  - En física de partícules, símbol del muó, una partícula elemental.
  - La massa reduïda en el problema de dos cossos.

- Termodinàmica
  - El potencial químic d'un sistema.

- Matemàtiques
  - En Teoria de nombres, la Funció de Möbius
  - En probabilitat i estadística, el valor probable.
  - En Teoria de la mesura, una mesura.

- És el terme mitjà entre alfa i omega, principi i final d'un esdeveniment cabdal.